# Ретроперитонеални простор
Ретроперитонеални простор или ретроперитонеум је анатомски простор који се налази иза трбушне или перитонеалне шупљине. За абдоминалне органе који нису суспендовани мезентеријумом и који леже између трбушног зида и паријеталног перитонеума се каже да леже унутар ретроперитонеума. Неколико појединачних простора чине ретроперитонеум. Ови простори су предњи параренални простор, задњи параренални простор и периренални простор. Сваки од ових простора садржи делове различитих органа и структура. Ове структуре укључују органе који улазе у састав неколико система у телу, укључујући уринарни, надбубрежни, циркулаторни, гастроинтестинални и ендокрини системи.
У ретроперитонеалне органе се сврставају они органи који имају перитонеум само на предњој страни, По томе се они разликују у односу на органа који нису ретроперитонеални, по томе што они имају перитонеум на задњој страни и по томе што су суспендовани мезентеријумом у трбушној дупљи.

## Дефиниција и подела
Ретроперитонеум је променљиво дефинисан простор, углавном због недостатка консензусне дефиниције за задњи део трбуха, одн осно да ли су велики слабински мишић (lat. m. psoas major)  и четвороугаони лумбални мишић  границе тог простора или је то његов садржај. 
Ретроперитонеум може имати више преграда у зависности од дефиниције, а то су:
Бочни одељци подељени на три простора бубрежном фасцијом:
- Предњи параренални (или паранефрични) простор
- Периренални (или перинефрични) простор
- Задњи параренални (или паранефрични) простор.

## Ретроперитонеалне структуре
Структуре које леже иза перитонеума називају се "ретроперитонеалне". Органи који су некада били суспендовани унутар трбушне дупље мезентеријумом, али су мигрирали иза перитонеума током ембриогенезе да би постали ретроперитонеални, сматрају се секундарним ретроперитонеалним органима.

### Примарни ретроперитонеали органи
Примарно ретроперитонеалне структуре су оне које су биле ретроперитонеалне током целокупног развоја. Ове структуре укључују:
Мокраћни органи
- надбубрежне жлезде
- бубрези
- уретер

Циркулаторни органи
- трбушна аорта
- доња шупља вена

Дигестивни органи
- једњак (грудни део, део унутар трбушне дупље је интраперитонеални)
- анални канал (горњи део, доња трећина је екстраперитонеална)

### Секундарни ретроперитонеали органи
Секундарне ретроперитонеалне структуре су првобитно суспендоване у мезентеријуму, а затим су мигрирале иза перитонеума током свог развоја. Ове структуре укључују:
- дуоденум (осим проксималног првог сегмента, који је интраперитонеални)
- главу, врат и тело панкреаса (али не и репа панкреаса, који се налази у спленореналном лигаменту)
- узлазни и силазни део дебелог црева (али не и попречни колон, сигмоид или цекум)

## Галерија
- Попречни пресек, који показује односе капсуле бубрега. (Перитонеум је означен у средини десно.)
- Сагитални пресек кроз задњи трбушни зид, који показује односе капсуле бубрега (параренална маст означена као паранефрични центар тела лево)

## Клинички значај
Ретроперитонеални липосарком
Ретроперитонеални липосарком је малигни тумор пореклом из масног ткива. То је редак тумор, са инциденцом од 2-3 на милион становника. Само 20% саркома меког ткива је локализовано ретроперитонеално, а липосарком чини само 15% ове локализације. Чешће се јавља код мушкараца (1,43:1), најчешће између 40-70 година. Узрок је непознат, иако неки аутори истичу значај трауме. Одликује се спорим растом, па је рана дијагноза отежана због одсуства симптома. Најчешће метастазира у јетру и плућа.
Ретроперитонеална фиброза
Ретроперитонеална фиброза је неуобичајен васкуларни поремећај колагена. Она је резултат фиброзне реакције унутар ретроперитонеума, а њен узрок није добро схваћен. Има корелације са бенигним и малигним стањима, одређеним лековима и идиопатским случајевима, који су такође описани. Пацијенти ће у почетку често имати симптоме опструкције уретера. Наводно компјутеризована томографија или магнетна резонантна томографија имају једнаку вредност у дијагнози. Снимање типично показује фиброзу која појачава контраст и обухвата структуре ретроперитонеума, што доводи до опструкције и померања уретера или васкуларних структура. Основни узрок остаје неоткривен у преко 70% случајева. Лечење и исходи варирају и зависе од етиологије и степена опструкције.
Ретроперитонеално крварење
Ретроперитонеум повремено може бити место значајног крварења, обично након трауме, хируршке интервенције или чак спонтано код пацијената са васкуларним лезијама (нпр. анеуризма абдоминалне аорте) или код оних пацијената који су лечени антикоагулансном терапијом. Презентација варира у зависности од етиологије. Симптоми могу укључивати хипотензију, тахикардију, екхимозе у погођеним подручјима, умор, хематурију и болове у леђима или леђима. Компјутеризована томографија трбуха је дијагностичка метода избора. Лечење ретроперитонеалног хематома је скоро увек ургентно, уз реанимацију, трансфузију крви и поништавање антикоагулације по потреби.